# Pièce d'orgue
Pièce d'orgue ook wel Fantasia in G majeur (BWV 572) is een orgelcompositie gecomponeerd door Johann Sebastian Bach (1685-1750) als oefening in de Franse stijl, die hij zich eigen wilde maken.  
Onbekend is wanneer Bach het stuk gecomponeerd heeft, aangezien er van dit werk enkel kopieën van leerlingen van Bach bewaard zijn gebleven. Algemeen wordt aangenomen dat Bach de Fantasia in G majeur voor 1712 heeft gecomponeerd, vermoedelijk in de periode dat Bach werkzaam was in Weimar (1708-1717). De website JSBach.org dateert het stuk op 1708. Later, in zijn tijd in Leipzig, maakte Bach nog een tweede versie van de Pièce d'orgue met daarin enkele correcties. Bach ontleende deze compositie aan een kopie die hij had gemaakt van de compositie Livre d’Orgue uit 1700 van de Franse organist en componist Nicolas de Grigny.

## Opbouw
Het Pièce d'orgue bestaat uit drie delen, respectievelijk très vitement, gravement en lentement (zeer snel, zwaar en langzaam). Het très vitement is een eenstemmig intro. Opvallend zijn de steeds dalende en stijgende 'loopjes' van steeds 6 noten (2 keer 3).

## Voetnoten
1. ↑  BWV572
2. ↑  BACHAGENDA: over en vanuit 
het Internationaal Bachonderzoek[dode link]
3. ↑   FANTASIE IN G GROOT 'PIÈCE D'ORGUE', Nederlandse Bachvereniging, 2020